# Verónica Perrotta
Verónica Noel Perrotta González (Montevideo, 29 de janeiro de 1976) é uma dramaturga, diretora, produtora, actriz de teatro e cinema uruguaia.Ganhou o prémio de Melhor Actriz no Festival de Cinema de Gramado 2016.

## Percurso
Verónica começou sua carreira como atriz de teatro. Fez seu primeiro workshop com o Luis Cerminara aos 17 anos. Quando entrou no colégio viu uma peça dirigida por Jorge Denevi chamada Como a outra metade faz, e ficou fascinada. Também começou a escrever para o teatro cedo  e seu primeiro trabalho foi em 1994, mas só dirigiu para os palcos duas vezes, uma peça infantil e Quemadura china, em 2006.
Estreou como atriz de cinema em La espera, em 2002, de Aldo Garay, longa que a tornou rapidamente conhecida no cenário do cinema latino. Dois anos depois, atuou na comédia dramática Whisky  de 2004, filme premiado no Festival de Cannes e em prêmios como o Goya e Ariel. Entre outros destaques de sua filmografia, estão a comédia Flacas Vacas , de 2012 e Os Golfinhos Vão Para o Leste, de 2016, filme que lhe rendeu o troféu de Melhor Atriz no Festival de Gramado.

## Prémios
- 2004. Ganhadora dos Fondos Concursables MEC na categoria "Formação".
- 2004. Prémio Anual de Literatura MEC, categoria Teatro Infantil inédito, por sua obra Zero, el último gran espía.
- 2016. Melhor Actriz no Festival de Cinema de Gramado.